# О’Салливан, Уэйн
Уэйн Сент Джон О’Салливан (англ. Wayne St John O’Sullivan; род. 25 февраля 1974, Акротири, Кипр) — ирландский футболист, играл в клубах Англии, Австралии и Сингапура, после завершения карьеры футболиста тренер.

## Биография

### Футбольная карьера
Родился на Кипре, О’Салливан воспитанник клуба «Суиндон Таун», за который дебютировал на профессиональном уровне в 1992 году. Уэйн провел 89 матчей за «Суиндон» после того, как прошёл путь от молодёжного состава до первой команды, был основным игроком в сезоне 1995/96 во втором дивизионе выиграв титул чемпионов, благодаря чему получил вызов в сборную Ирландии до 21 года. В следующем сезоне он нечасто выходил на поле в Первом дивизионе, и из-за отсутствия возможностей пробиться в основной состав он попросил о расторжении контракта. В мае 1997 года был на просмотре в клубе «Штутгартер Киккерс», однако в августе заключил контракт с «Кардифф Сити». За «Кардифф Сити» провел 85 матчей и забил 4 гола, а также завоевал бронзовые медали третьего дивизиона в сезоне 1998/99.
В 1999 году перешёл в «Плимут Аргайл». О’Салливан регулярно выходил в основном составе «Плимут Аргайл». Несмотря на то, что команда выступала плохо в третьем дивизионе, он вместе считался наиболее стабильными игроками на тот момент. Несмотря на то, что после впечатляющего сезона 2000/01 О’Салливану был предложен новый контракт, он предпочел переехать в Австралию, где выступал в НСЛ до её закрытия в клубах «Парраматта Пауэр СК» и «Новерн Спирит».
После прекращения существования НСЛ и создания А-лиги, О’Салливан подписал контракт с «Сентрал Кост Маринерс» в конце 2004 года, чтобы играть во вновь образованной А-лиге. До старта А-лиги, выступал в Сингапуре за «Гейланг Юнайтед». В составе Маринерс он был любимцем болельщиков за свое упорство и энергию на поле. После неудачного сезона 2006/07 в составе Маринерс, в течение которого он часто выступал на позиции правого защитника, вместо своей любимой позиции правого полузащитника. Несмотря на некоторые разногласия, связанные с решением Лори Маккинны расторгнуть контракт с О’Салливаном, многие в клубе считали, что он уже не в лучшей форме, и для того, чтобы клуб продолжал расти в развивающейся лиге, его уход был необходим.
После ухода из «Сентрал Кост Маринерс» О’Салливан потратил несколько месяцев, пытаясь найти место в другой футбольной команде, чтобы продолжить свою игровую карьеру, но безуспешно.
10 октября 1995 года Уэйн вышел на замену в матче за сборную Ирландии до 21 года против Латвии в квалификации чемпионата Европы 1996 года. В общей сложности он провел за команду два матча.

## Тренерская карьера
В пятницу, 18 мая 2007 года, О’Салливан был назначен помощником главного тренера клуба А-лиги «Веллингтон Финикс» на два года. Он работал вместе с Рики Хербертом и бывшим вратарем «Селтика» Джонатаном Гулдом.
В четверг, 21 ноября 2013 года, Уэйн был назначен помощником главного тренера «Сентрал Кост Маринерс», подписав контракт до конца сезона 2014/15, где он работал вместе с Филом Моссом.
После отставки главного тренера «Сентрал Кост Маринерс» Пола Окона О’Салливан был назначен исполняющим обязанности главного тренера до конца сезона 2017/18.
16 мая 2019 года, О’Салливан был назначен новым тренером «Бонниригг Уайт Иглс ФК».

## Достижения

### Клубные
- Победитель Второго дивизиона: 1 (1995/96)
- Бронзовый призёр Третьего дивизиона: 1 (1998/1999)

### Личные
- Футболист года «Плимут Аргайл»: 1 (2000/01)[3]